# Anarquismo en Polonia

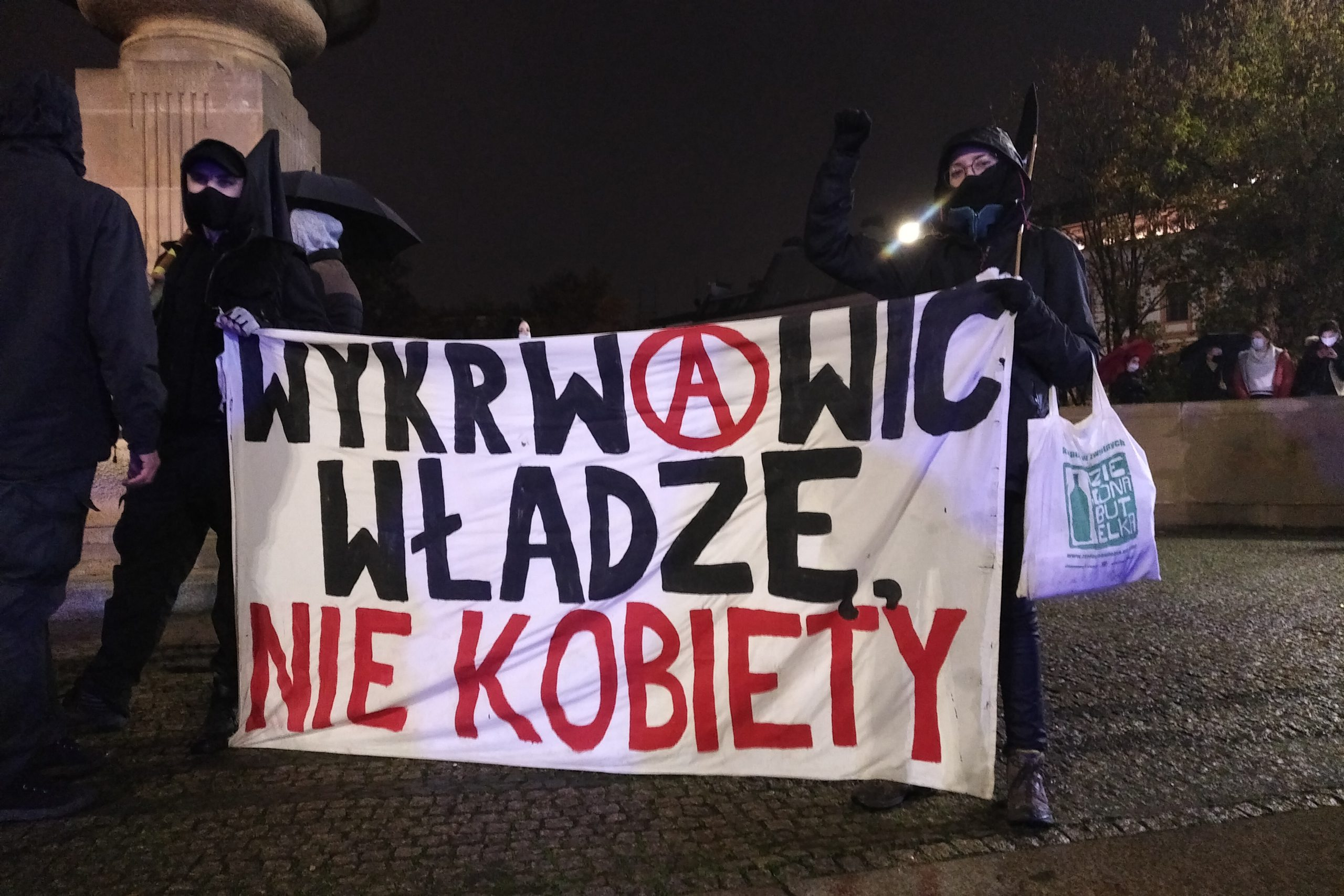
Anarquistas polacos

El movimiento anarquista en Polonia se desarrolló en los inicios del siglo XX, bajo las influencias de las ideas libertarias provenientes de Europa Occidental y Rusia.

## Historia
Previo a la independencia de Polonia, algunas organizaciones anarquistas surgieron dentro de la región que posteriormente se convertiría en la Segunda República Polaca. El primero de ellos, conocido como La Lucha, fue formado en Białystok en 1903. Muchos judíos integraron esta agrupación. En los años siguientes, se establecieron organizaciones similares en Nieznow, Varsovia, Łódź, Siedlce, Częstochowa, Kielce y otras ciudades. Uno de los más renombrados fue el grupo denominado Internacional, con base en Varsovia -e integrado por obreros judíos-, organizó huelgas en esta ciudad durante la Insurrección de 1905 a 1907.
Durante el reinado del despotismo zarista, muchos jóvenes anarquistas fueron ejecutados sin juicio previo, y las manifestaciones obreras reprimidas a tiros. En enero de 1906, dieciséis miembros del grupo Internacional fueron arrestados y fusilados sin juicio. Debido a la represión a que estaban sometidos los grupos anarquistas, muchos se volcaron a cometer actos de terrorismo, asesinando policías y empresarios industriales poderosos, mientras que otros se financiaban robando bancos. Al mismo tiempo, las tendencias anarcosindicalistas comenzaron a ganar terreno dentro del movimiento. Rechazaban el terrorismo y se volcaron a la organización del movimiento obrero y la propaganda libertaria. Entre los teóricos más importantes del anarcosindicalismo polaco, se puede mencionar a Edward Abramowski, Jan Vaclav Majaiski, Zielinski y Augustyn Wroblewski.

## Actualidad
En mayo de 1988 se fundó la Federacja Anarchistyczna (Federación anarquista de Polonia). Entre otras actividades, apoyan al movimiento okupa, colaboran en campañas y actividades dentro del movimiento obrero, participan de protestas civiles y sociales, y también han coordinado trabajos con Food Not Bombs en varias ciudades.
Otras organizaciones anarcosindicalistas existentes en Polonia son: Iniciativa de los trabajadores (Inicjatywa Pracownicza), izquierda alternativa (Lewicowa Alternatywa), Asociación Libertad-Igualdad-Solidaridad (Stowarzyszenie "Wolność-Równość-Solidarność") y asociación de sindicalistas polacos (Związek Syndykalistów Polski).